# Kayla Neto
Kayla Neto (Sacramento, 14 dicembre 1990) è una pallavolista statunitense.
Gioca nel ruolo di schiacciatrice nell'Holte IF Volleyball.

## Carriera
La carriera di Kayla Neto inizia a livello scolastico, nella formazione della Christian Brothers High School. Successivamente veste la maglia della California State University, Fullerton, disputando la Division I NCAA dal 2009 al 2012.
Nella stagione 2013-14 inizia la carriera professionistica nella Lega Nazionale A svizzera, vestendo la maglia del Volleyballclub Sm'Aesch Pfeffingen. Nella stagione seguente gioca col Gentofte Volley nella VolleyLigaen danese, dove resta anche nel campionato 2015-16, vestendo però la maglia dell'Holte IF Volleyball, con cui si aggiudica lo scudetto 2016-17.

## Palmarès

### Club
- Campionato danese: 1

2016-17